# كريس واترس
كريس واترس (بالإنجليزية: Chris Waters)‏ هو لاعب كرة قاعدة أمريكي، ولد في 17 أغسطس 1980 في ليكلاند في الولايات المتحدة.

## وصلات خارجية
- كريس واترس على موقع دوري كرة القاعدة الرئيسي (الإنجليزية)
- كريس واترس على موقعبيزبول رفرنس.كوم (الدوري الرئيسي) (الإنجليزية)
- كريس واترس على موقعبيزبول رفرنس.كوم (الدوري الثانوي) (الإنجليزية)
- كريس واترس على موقع إي إس بي إن.كوم (أم.أل.بي) (الإنجليزية)
- كريس واترس على موقع مشجعي الرسوم البيانية (الإنجليزية)